# Anteros renaldus
Anteros renaldus is een vlindersoort uit de familie van de prachtvlinders (Riodinidae), onderfamilie Riodininae.
Anteros renaldus werd in 1790 beschreven door Stoll.